# Canalejas del Arroyo (kommun)
Canalejas del Arroyo är en kommun i Spanien.   Den ligger i provinsen Provincia de Cuenca och regionen Kastilien-La Mancha, i den centrala delen av landet, 100 km öster om huvudstaden Madrid. Antalet invånare är 313.